# Manhole (Manga)
Manhole (jap. マンホール, Manhōru, dt. „Gullyloch“) ist ein von Tsutsui Tetsuya geschriebener und gezeichneter Manga. Er wurde von Carlsen Manga in Deutschland veröffentlicht.

## Handlung
In dem Manga geht es um eine plötzlich aufgetauchte Seuche. Diese Seuche basiert auf einer unbekannten Parasitenart. Hauptkommissar Ken Mizoguchi (溝口健) und seine Kollegin Nao Inoue (井上菜緒) finden heraus, dass diese Parasiten wohl absichtlich nach Tokyo gebracht wurden, um Verbrecher zu infizieren und diese damit zu bestrafen. Durch eine Verkettung unglücklicher Umstände greift die Infektion allerdings auf die Bevölkerung über und droht, sich zu einer schlimmen Epidemie auszuweiten.

## Veröffentlichung
Der Manga erschien erstmals in Japan von 2004 bis 2006 beim Verlag Square Enix im Magazin Young Gangan. Es folgten Übersetzungen ins Französische, Chinesische und Italienische. Seit Januar 2012 erschienen drei Bände des Mangas auf Deutsch beim Carlsen Verlag.